# Chuck Connors

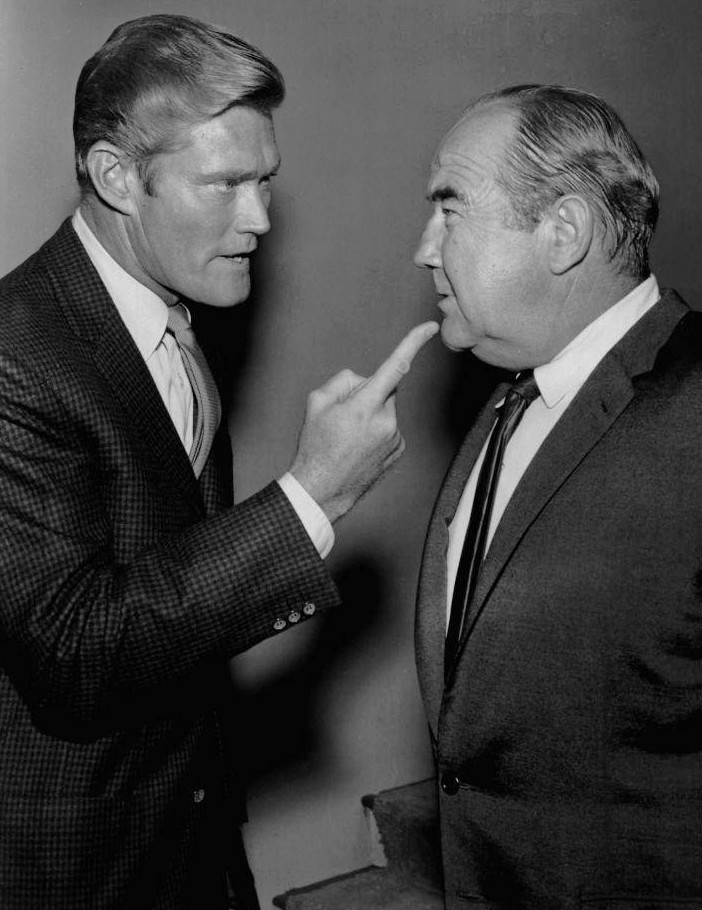
Chuck Connors (stânga) şi Broderick Crawford în 1963

Chuck Connors (născut Kevin Joseph Aloysius Connors la 10 aprilie 1921 – d. 10 noiembrie 1992) a fost un actor american de film, precum și un jucător profesionist de baseball și baschet.

## Filmografie selectivă
- 1971 Misiunea secretă a maiorului Cook (The Birdmen), regia Philip Leacock
- 1972 Pancho Villa, regia Eugenio Martín
- Virus (1980)